# Romesco

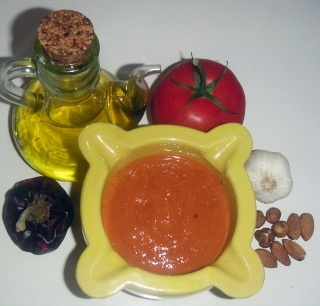
Salsa romesco con sus ingredientes principales.

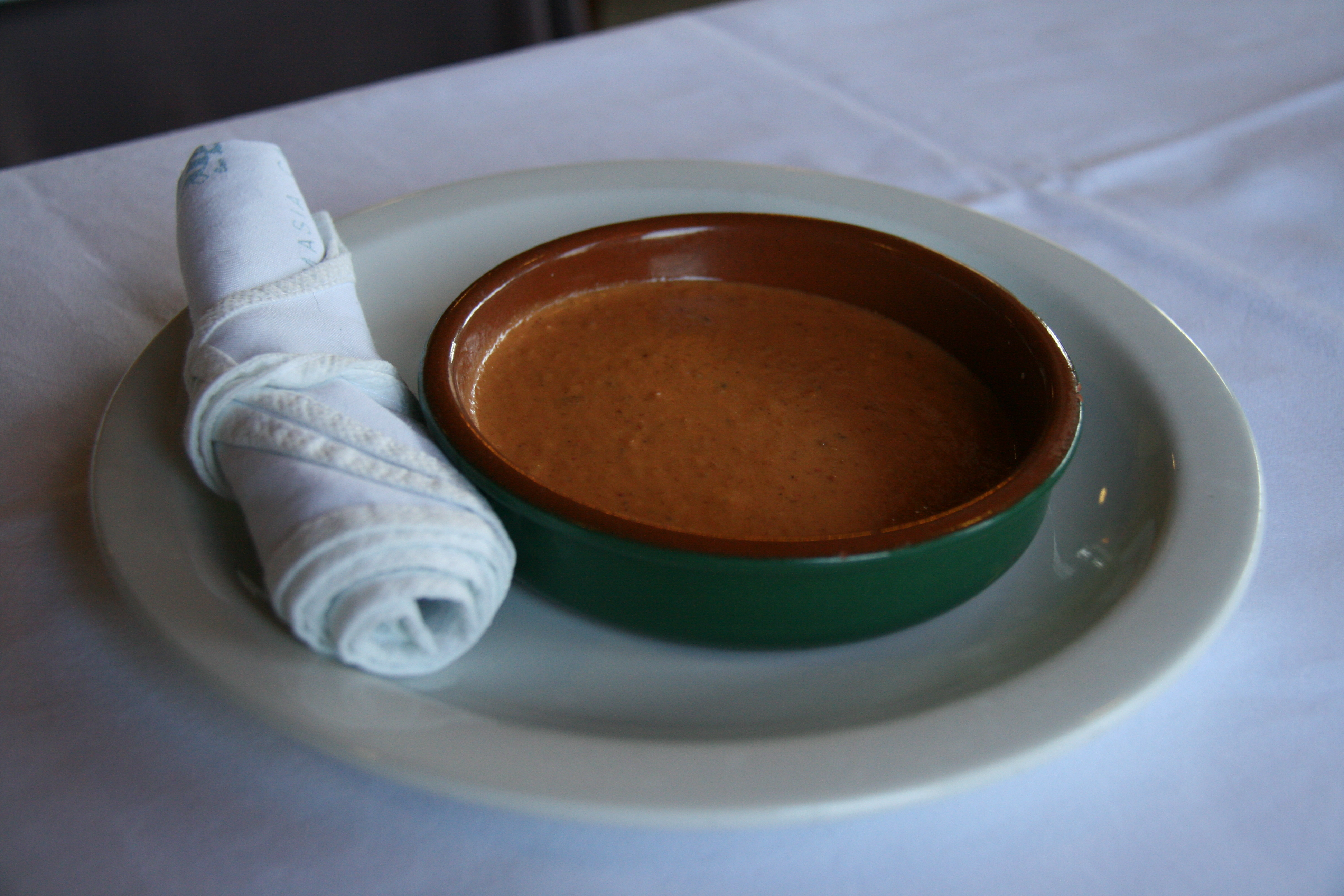
Salsa romesco.

La salsa romesco es una salsa típica de la gastronomía catalana, concretamente de la provincia de Tarragona.

## Características
La salsa se prepara con los siguientes ingredientes:
- tomates y ajos, asados preferiblemente en horno de leña. Si se prepara en casa, horno eléctrico o de gas.
- pan, que en unas recetas va frito y en otras se usa la miga sin freír. En ambos casos se maja junto con el ajo.
- un majado de almendras y avellanas tostadas, si bien hay recetas que omiten las avellanas.
- unos pimientos rojos secos. Los originales se llaman "romescos", que se asan justo para cristalizarlos ya que de lo contrario amargan, en su defecto se usan ñoras.
- aliño: aceite de oliva, vinagre, sal y pimienta.

## Variantes
Algunos sustituyen una parte de almendras por avellanas, que se cultivan en la tierra originaria del romesco. En general, se añade más aceite cuando se quiere una salsa más suave y líquida, o pan frito o carquinyolis (una galleta típica que contiene almendra, muy crujiente, de la zona de Tarragona de donde es esta salsa) si se quiere espesarla. Para dar sabor y un toque personal se añade, según el cocinero, ajo crudo, guindilla, pimentón, etc.
De sabor ligeramente picante pero no obligatoriamente, se usa para acompañar carnes, verduras y pescados. También pueden acompañar a los calçots, aunque estos, en rigor, se deben acompañar de salsa salvitxada, que es ligeramente diferente ya que se usa mayor cantidad de tomate asado y menos ñoras.
Existe un denominado pimiento de romesco que en origen se trata de un pimiento llamado cuerno de cabra, por ser de una sola punta y curvado como los cuernos de dichos animales.
Para evitar confusiones debe tenerse en cuenta que, además de a esta salsa, el término romesco también denomina a una caldereta de pescadores de la tradición gastronómica de Tarragona con la que comparte diversas semejanzas culinarias: el Romesco de Tarragona.